# Rally del Messico

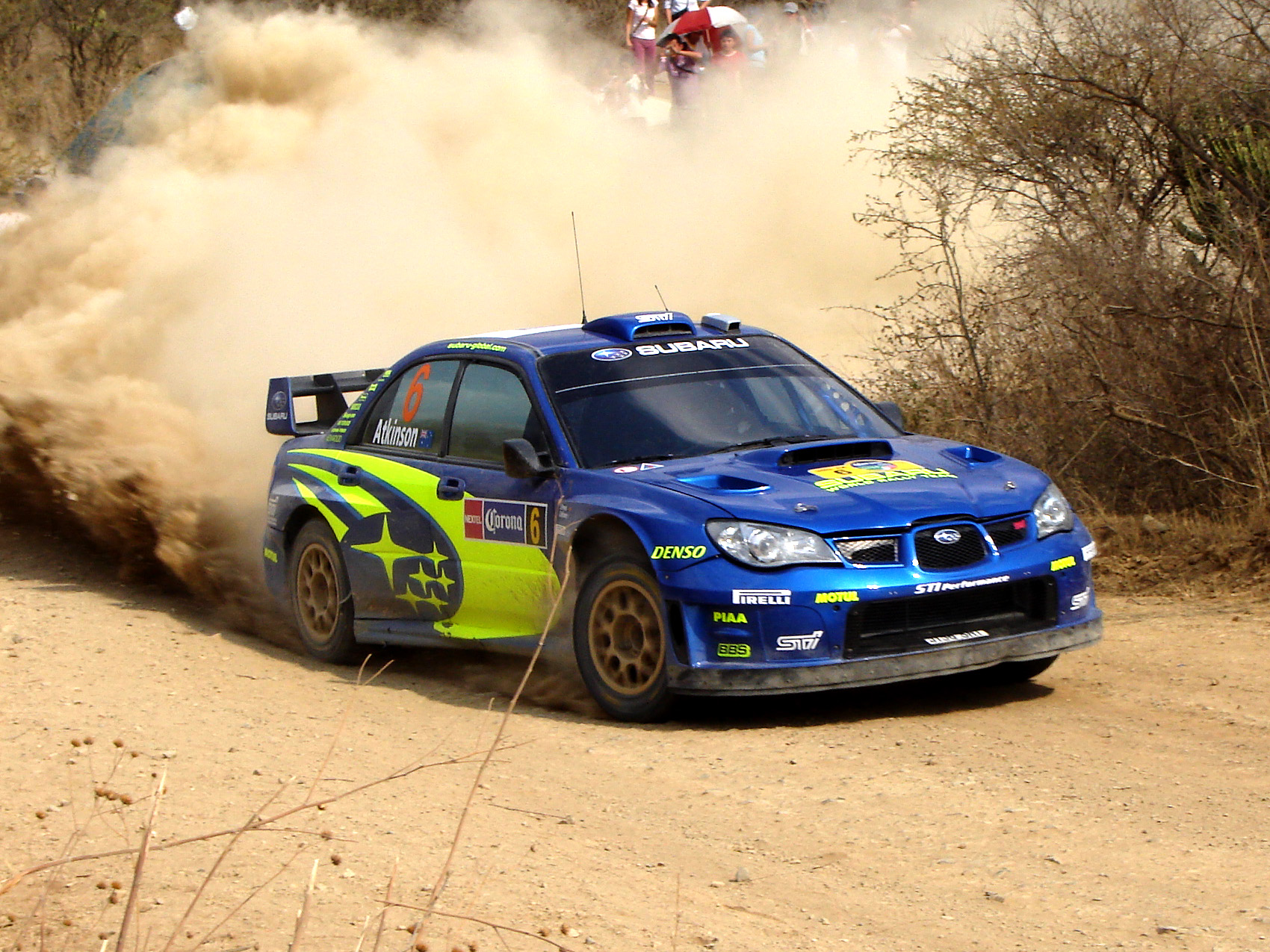
Chris Atkinson nell'edizione del 2008

Il Rally del Messico è una manifestazione sportiva automobilistica inserita per la prima volta nel Campionato del mondo rally nel 2004.
Si corre nello stato del Guanajuato.

## Edizioni
| Anno           | Denominazione                           | Vincitore           | Auto                     | Validità                   |
| -------------- | --------------------------------------- | ------------------- | ------------------------ | -------------------------- |
| 1979           | 1° Rally America                        | ?                   | ?                        | -                          |
| 1980           | 2° Rally America                        | ?                   | ?                        | -                          |
| 1981           | 3° Rally América                        | ?                   | ?                        | -                          |
| 1982           | 4° Rally América                        | ?                   | ?                        | -                          |
| 1983           | 5° Rally América                        | ?                   | ?                        | -                          |
| 1984           | 6° Rally America 2000                   | Jaime Balmes        | Chevrolet Citation       | Campionato messicano rally |
| 1985           | 7° Rally America 2000                   | Emilio de la Parra  | Ford Mustang             | Campionato messicano rally |
| 1991           | 8° Rally América                        | ?                   | ?                        | -                          |
| 1993           | 9° Rally América                        | Giuseppe Sparato    | Mitsubishi Eclipse       | -                          |
| 1994           | 10° Rally América                       | Agustin Zamora      | Mitsubishi Eclipse       | -                          |
| 1997           | Rally América 2000 1997                 | Roger Hull          | Eagle Talon TSi          | Campionato messicano rally |
| 1998           | Rally Enerplex America 2000 1998        | Carlos Izquierdo    | Nissan Tsuru GSR 2000    | Campionato messicano rally |
| 1999           | 13° Rally México                        | Gabriel Marin, Sr   | Mitsubishi Lancer Evo    | -                          |
| 2000           | 14° Rally México                        | Douglas Gore        | Mitsubishi Lancer Evo    | -                          |
| 2001           | 15° Corona Rally America                | Ramón Ferreyros     | Toyota Celica GT-Four    | Campionato messicano rally |
| 2002           | 16° Corona Rally America                | Harri Rovanperä     | Peugeot 206 WRC          | -                          |
| 2003           | 17° Corona Rally America                | Marcos Ligato       | Mitsubishi Lancer Evo 7  | -                          |
| 2004 Resoconto | 1° Corona Rally Mexico                  | Markko Märtin       | Ford Focus RS WRC 03     | Mondiale                   |
| 2005 Resoconto | 2° Corona Rally Mexico                  | Petter Solberg      | Subaru Impreza WRC2005   | Mondiale                   |
| 2006 Resoconto | 3° Corona Rally Mexico                  | Sébastien Loeb      | Citroën Xsara WRC        | Mondiale                   |
| 2007 Resoconto | 4° Corona Rally Mexico                  | Sébastien Loeb      | Citroën C4 WRC           | Mondiale                   |
| 2008 Resoconto | 5° Corona Rally Mexico                  | Sébastien Loeb      | Citroën C4 WRC           | Mondiale                   |
| 2009           | 1° Rally of Nations                     | Manfred Stohl       | Mitsubishi Lancer Evo IX | -                          |
| 2010 Resoconto | 7° Rally Mexico                         | Sébastien Loeb      | Citroën C4 WRC           | WRC                        |
| 2011 Resoconto | 8° Rally Guanajuato Mexico              | Sébastien Loeb      | Citroën DS3 WRC          | WRC                        |
| 2012 Resoconto | 9° Rally Guanajuato Mexico              | Sébastien Loeb      | Citroën DS3 WRC          | WRC                        |
| 2013 Resoconto | 10° Rally Guanajuato Mexico             | Sébastien Ogier     | Volkswagen Polo R WRC    | WRC                        |
| 2014 Resoconto | 11° Rally Guanajuato Mexico             | Sébastien Ogier     | Volkswagen Polo R WRC    | WRC                        |
| 2015 Resoconto | 12° Rally Guanajuato Mexico             | Sébastien Ogier     | Volkswagen Polo R WRC    | WRC                        |
| 2016 Resoconto | 13° Rally Guanajuato Mexico             | Jari-Matti Latvala  | Volkswagen Polo R WRC    | WRC                        |
| 2017 Resoconto | 14° Rally Guanajuato Mexico             | Kris Meeke          | Citroën C3 WRC           | WRC                        |
| 2018 Resoconto | 15° Rally Guanajuato Mexico             | Sébastien Ogier     | Ford Fiesta WRC          | WRC                        |
| 2019 Resoconto | 16° Rally Guanajuato Mexico             | Sébastien Ogier     | Citroën C3 WRC           | WRC                        |
| 2020 Resoconto | 17° Rally Guanajuato México             | Sébastien Ogier     | Toyota Yaris WRC         | WRC                        |
| 2022           | 2° Rally of Nations Guanajuato          | Mads Østberg        | Škoda Fabia R5           | NACAM                      |
| 2023 Resoconto | 19° Rally Guanajuato México             | Sébastien Ogier     | Toyota GR Yaris Rally1   | WRC                        |
| 2024           | 3° Rally of Nations Guanajuato 200 Años | Mads Østberg        | Škoda Fabia R5           | NACAM                      |
| 2025           | 4° Rally of Nations Guanajuato          | Ricardo Cordero Jr. | Studebaker Champion      | TER Series                 |